# Список пустель

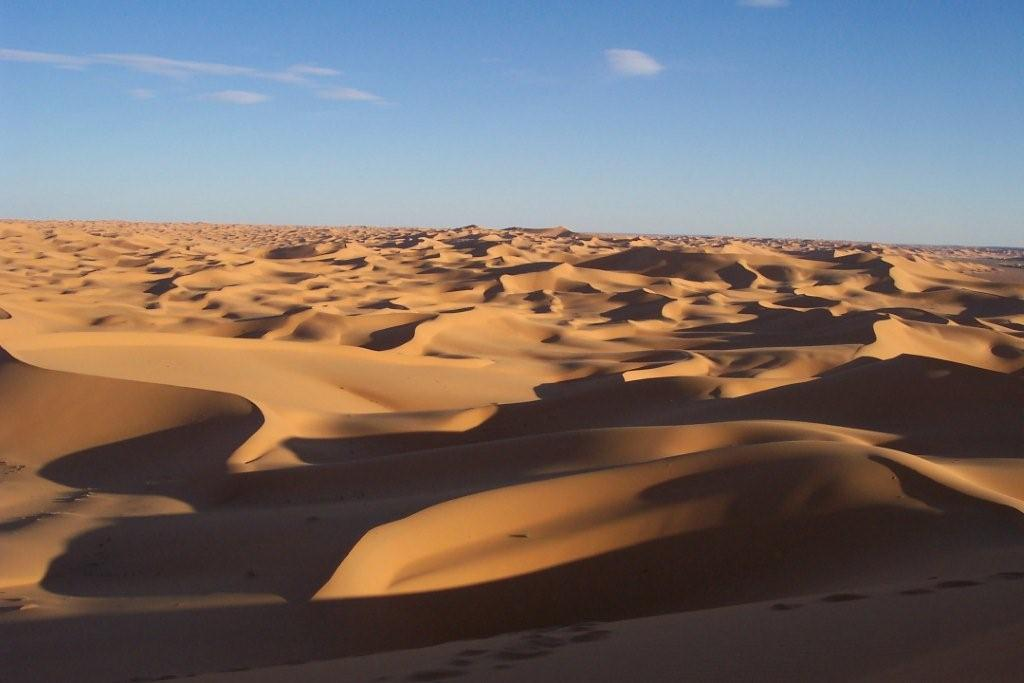
Сахара — найбільша пустеля жаркого теплового поясу світу

Список пустель створений за регіонами світу, в яких розташовані пустелі.

## Африка

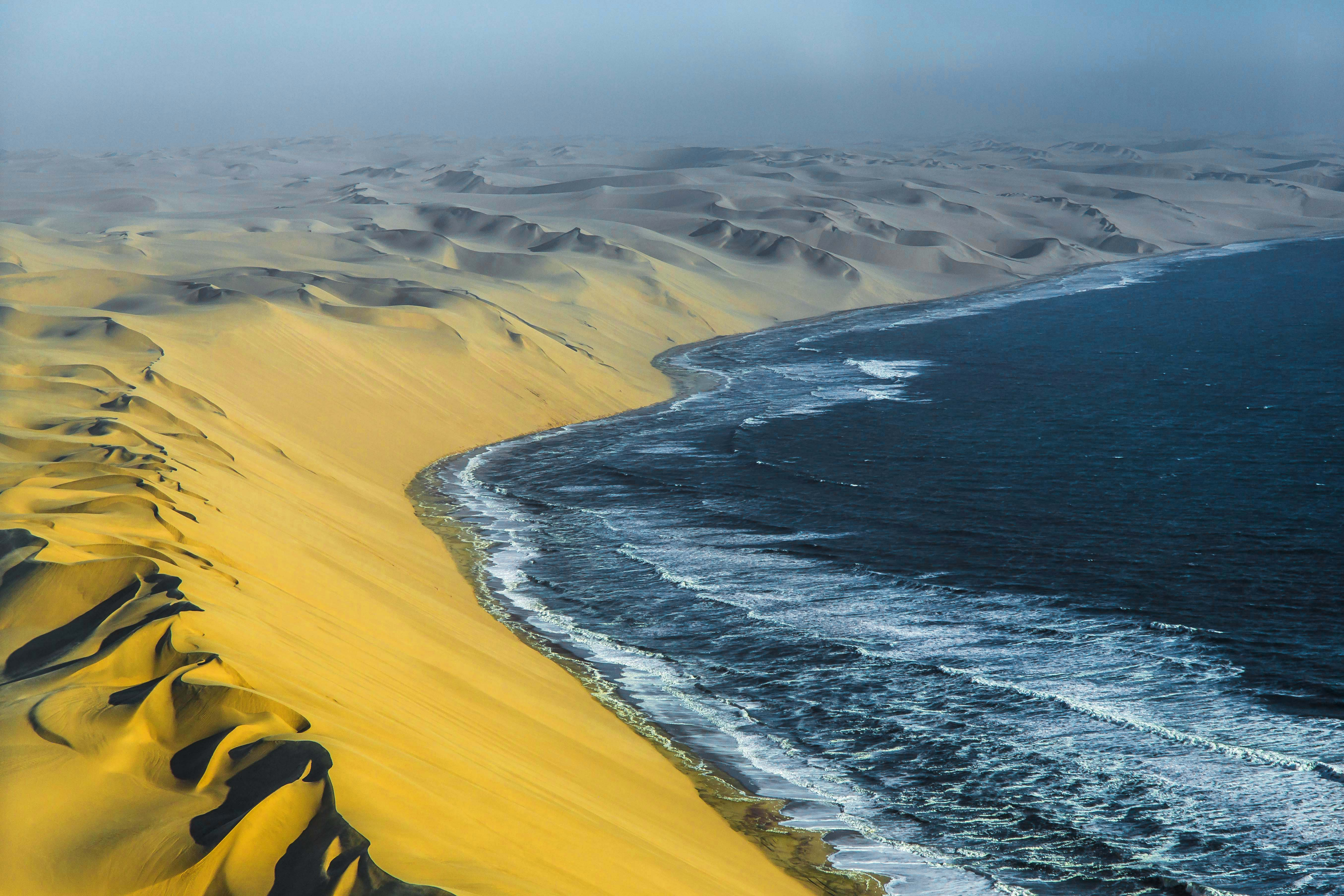
Пустеля Наміб

- Пустеля Калахарі — пустеля розташована на більшій частині Ботсвани та частинах Намібії та Південної Африки
- Пустеля Кару — пустеля, що охоплює частину південної частини країни Південна Африка
- Пустеля Наміб — пустеля на території сучасної Намібії, вздовж узбережжя Атлантичного океану
- Пустеля Данакіль — пустеля, що лежить у Афарській улоговині на Африканському Розі і охоплює північно-східну Ефіопію, південну Еритрею, південний Джибуті та крайній північний захід Сомалі.
- Пустеля Губан — пустеля, що лежить уздовж північно-західного узбережжя півострова Сомалі
- Пустеля Гранд-Бара — пустеля, що охоплює південну частину країни Джибуті
- Пустеля Чалбі — пустеля на півночі Кенії вздовж кордону з Ефіопією
- Пустеля Ньїрі — пустеля, розташована на півдні Кенії вздовж кордону з Танзанією
- Пустеля Ломпул — пустеля, що лежить на північному заході Сенегалу
- Пустеля Сахара — найбільша пустеля світу та Африки, яка розташована у Північної Африки та включає:
  - Тенере — пустеля, що охоплює північно-східний Нігер і західний Чад
  - Танезроуфт — піщано-кам'яниста пустеля, що простягається між плато Адрар та нагір'ям Ахаггар. Це — найгарячіша пустеля у світі.
  - Ель-Джуф — пустеля, яка охоплює північно-східну Мавританію та частину північно-західної Малі
  - Лівійська пустеля — пустеля, що охоплює східну Лівію, західний Єгипет і північно-західний Судан на заході від річки Ніл.
  - Біла пустеля — пустеля, що охоплює частину західного Єгипту і розташована у Фарафрі, Єгипет
  - Східна пустеля — пустеля, що охоплює територію між річкою Ніл і Червоним морем.
  - Нубійська пустеля — пустеля, що розташована у Судані між річкою Ніл і Червоним морем
  - Атлантична прибережна пустеля — пустеля, що лежить уздовж західного узбережжя пустелі Сахара.

## Азія

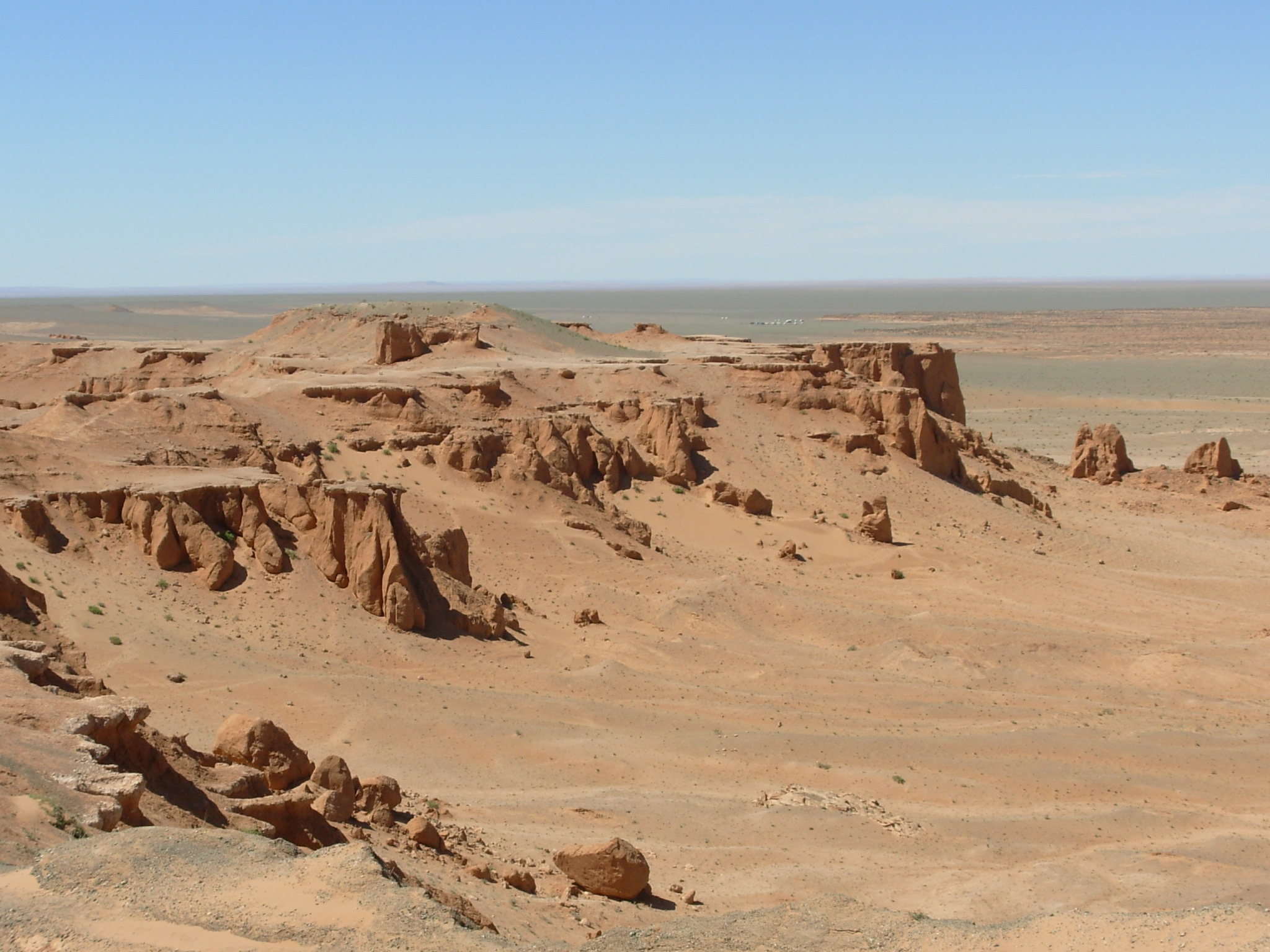
Гобі в Монголії

Пташиний вид на Негев

- Аравійська пустеля — пустинна територія на Аравійському півострові, що включає:
  - Руб-ель-Халі — найбільша піщана пустеля світу. Розташована в південній третині Аравійського півострова.
  - Пустеля Аль-Дахна — пустеля, яка охоплює частини центральні частини Саудівської Аравії
  - Пустеля Нефуд — пустеля в північній частині Аравійського півострова
  - Рамлат ас-Саб'атайн — пустеля в північно-центральній частині Ємену
  - Юдейська пустеля — найменша пустеля у світі, розташована на Близькому Сході, на західному узбережжі Мертвого моря.
  - Негев — пустеля, розташована на півдні Ізраїлю
- Дашт-е-Кавір — солончакова пустеля на Близькому Сході, у північній частині Іранського нагір'я в центрі Ірану.
- Дашт-е-Лут — піщано-солончакова пустеля на Близькому Сході, у центральній частині Іранського нагір'я на сході Ірану.
- Пустеля Маранджаб — пустельний регіон в центральному Ірані, зустрічаються три типи пустелі — глиниста, піщана та солончакова.
- Пустеля Катпана — холодна високогірна пустеля в Пакистані, є найвищою пустелею у світі.
- Пустеля Тхал — розташована в Пенджабі (Пакистан) в долині середнього Інду.
- Пустеля Харан — пустеля розташована в Пакистані
- Сирійська пустеля — пустеля на Близькому Сході, яка займає малонаселені території Сирії, Йорданії, Іраку.
- Пустеля Тар — пустеля в Індії та Пакистані
- Дешт-е-Марго — пустеля на південному заході Афганістану
- Кизилкум — пустеля в Казахстані та Узбекистані
- Каракуми — велика пустеля в Центральній Азії
- Пустеля Лобнор — пустеля в Китаї
- Ордос — з півночі, заходу і сходу пустелю оточує вигин річки Хуанхе. По південній межі проходить Великий китайський мур.
- Пустеля Му Ус — пустеля на півночі Китаю
- Гобі — пустеля в Монголії та Китаї
- Пустеля Хамі — пустеля є складовою пустелі Гобі, розташована в Китаї
- Такла-Макан — пустеля, розташована на заході Китаю
- Пустеля Гурбантунгют — пустеля, розташована на північному заході Китаю
- Пустеля Кумтаг — пустеля на північному заході Китаю
- Синайська пустеля — пустеля, розташована на Синайському півострові в Єгипті

## Європа
Територія Європи не має великих зон з аридним кліматом, де можуть формуватися великі пустелі. В регіоні є напівпустельні території
- Пустеля Табернас — єдина пустеля на території західної Європи в Альмерії, Іспанія[2]

- Ринська пустеля — пустеля на заході Казахстану і південно-заході Росії

## Північна Америка

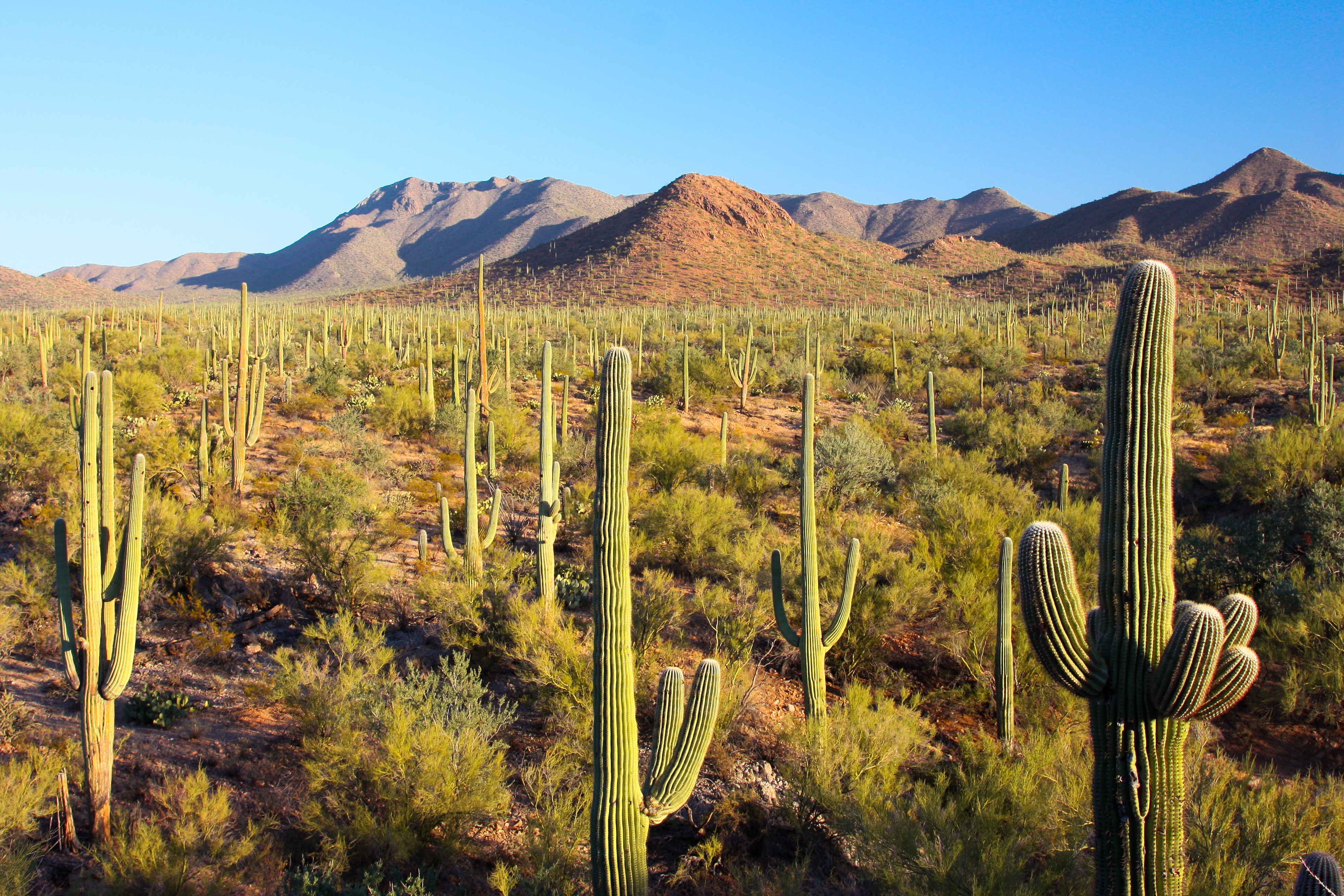
Пустеля Сонора

- Пустеля Чіуауа — пустеля в Мексиці та США
- Пустеля Великого басейна — розташована в гірській зоні на заході США. В її склад входять пустеля Блек Рок та пустеля Долина Смерті
- Пустеля Мохаве — пустеля на північно-заході США
- Пустеля Сонора — піщано-кам'яниста пустеля, що лежить у районі західної ділянки американо-мексиканського кордону.

## Південна Америка

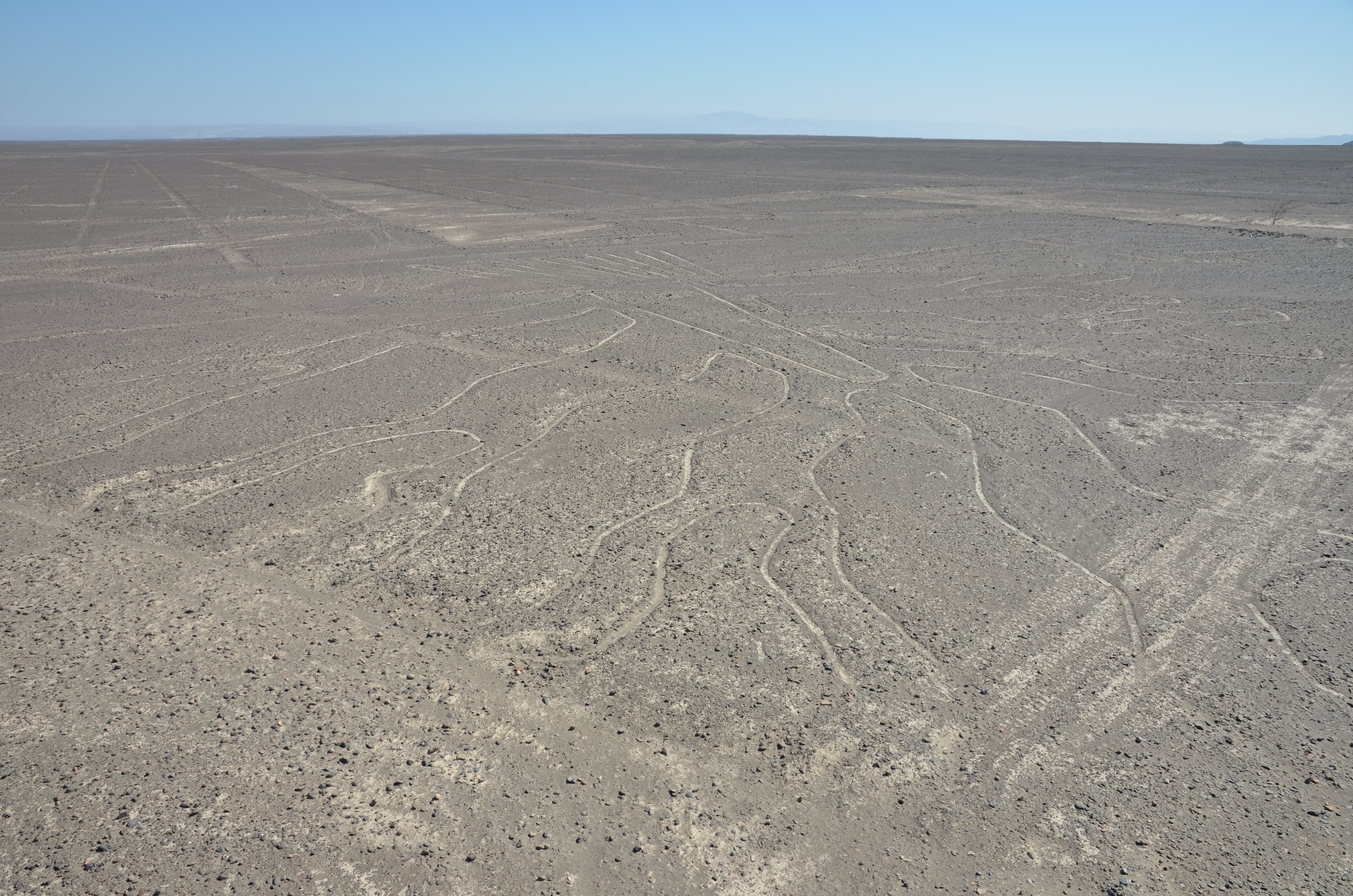
Пустеля Сечура в Перу

- Пустеля Атакама — пустеля в Чилі та Перу
- Пустеля Монте — пустеля в Аргентині на північ від Патагонської пустелі
- Патагонська пустеля — найбільша пустеля в Америці, розташована в Аргентині
- Пустеля Сечура — пустеля, розташована на південь від регіону Піура в Перу

## Австралія

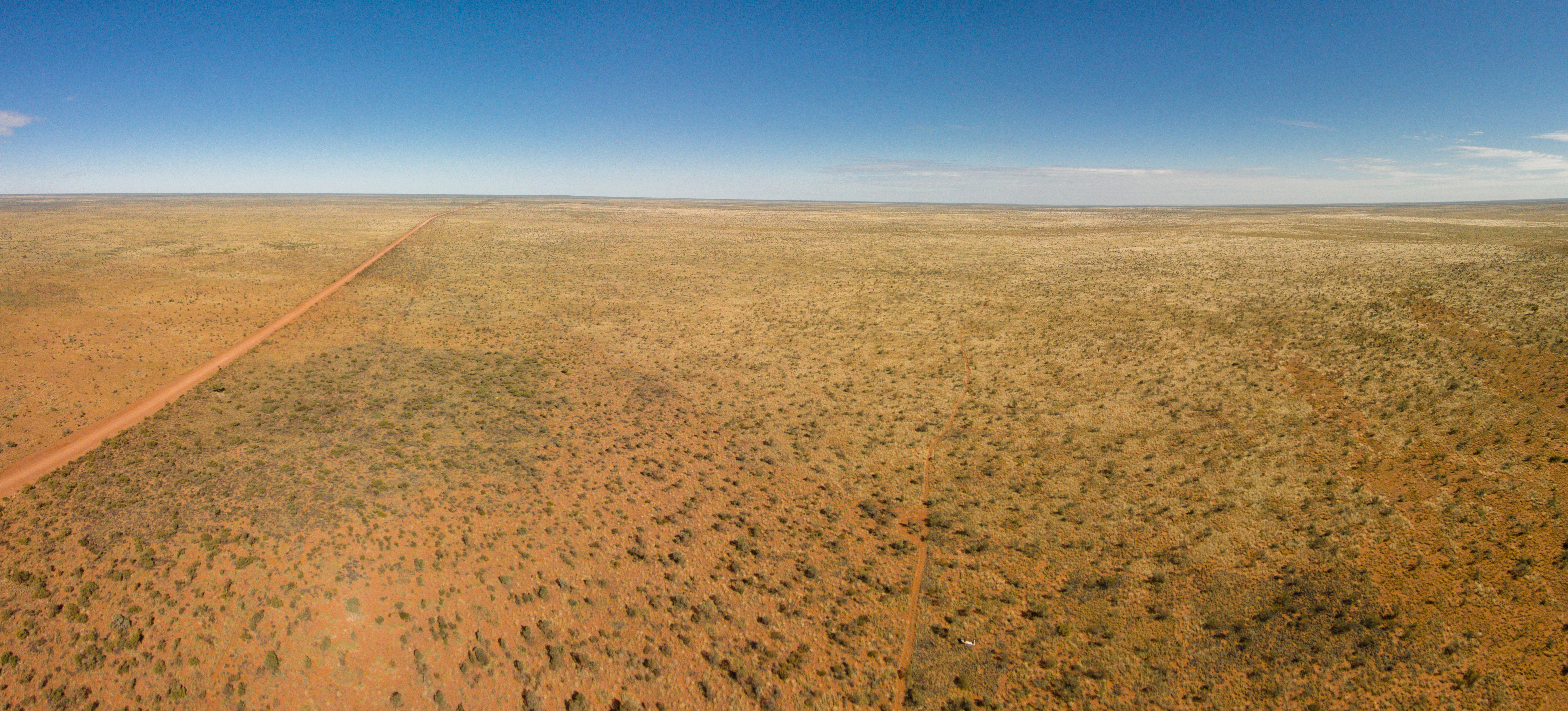
Пустеля Танамі в Австралії

- Центральна пустеля — центральна австралійська пустеля
- Пустеля Гібсона — пустеля, що розташована в зоні південного тропіка між 120ота 130о пд.ш
- Велика піщана пустеля — пустеля на північному заході Австралії
- Велика пустеля Вікторія — найбільша пустеля Австралії, розташована між Західно-Австралійським плоскогір'ям та озером Ейр
- Пустеля Сімпсона — центральна австралійська пустеля, розташована на північ від озера Ейр
- Пустеля Стшелецький — розташована на північний схід від озера Ейр та на північ від хребта Фліндерса на Великому Артезіанському Басейні
- Пустеля Танамі — кам'янисто-піщана пустеля на півночі Австралії
- Пустеля Старта — кам'яниста пустеля, розташована в північно-східній частині Південної Австралії.

## Полярні області
На території дії полярного клімату формують холодні сухі зони. На Антарктиді та в Арктиці органічний світ надзвичайно бідний. Незначні вільні від льоду узбережні ділянки і скелі у е тривалий теплий період вкриті лишайниками, водоростями, мохами

## Псевдопустелі
Деякі географічні об'єкти називають «пустелями», і це слово може навіть фігурувати в їхніх назвах, незважаючи на відсутність метеорологічних визначень пустелі. Список деяких з них:
- Блендувська пустеля — пустеля в Польщі
- Пустеля Каркросс — система піщаних дюн в Юконі, Канада.
- Ленсойс Мараньєнсіс — система піщаних дюн у Бразилії.
- Пустеля Кау — область опустелювання на Гаваях через кислотні опади, спричинені вулканом Кілауеа, що знаходиться неподалік.
- Олешківські піски — піски в Херсонській області, Україна.
- Словінський національний парк — піщано-дюнний простір у Польщі.
- Піщані дюни Тотторі — система піщаних дюн у префектурі Тотторі, Японія
- Пустеля Рангіпо — безплідне плато на вулканічному плато у центрі Північного острова Нової Зеландії.